# Ionizációs légtisztító berendezés

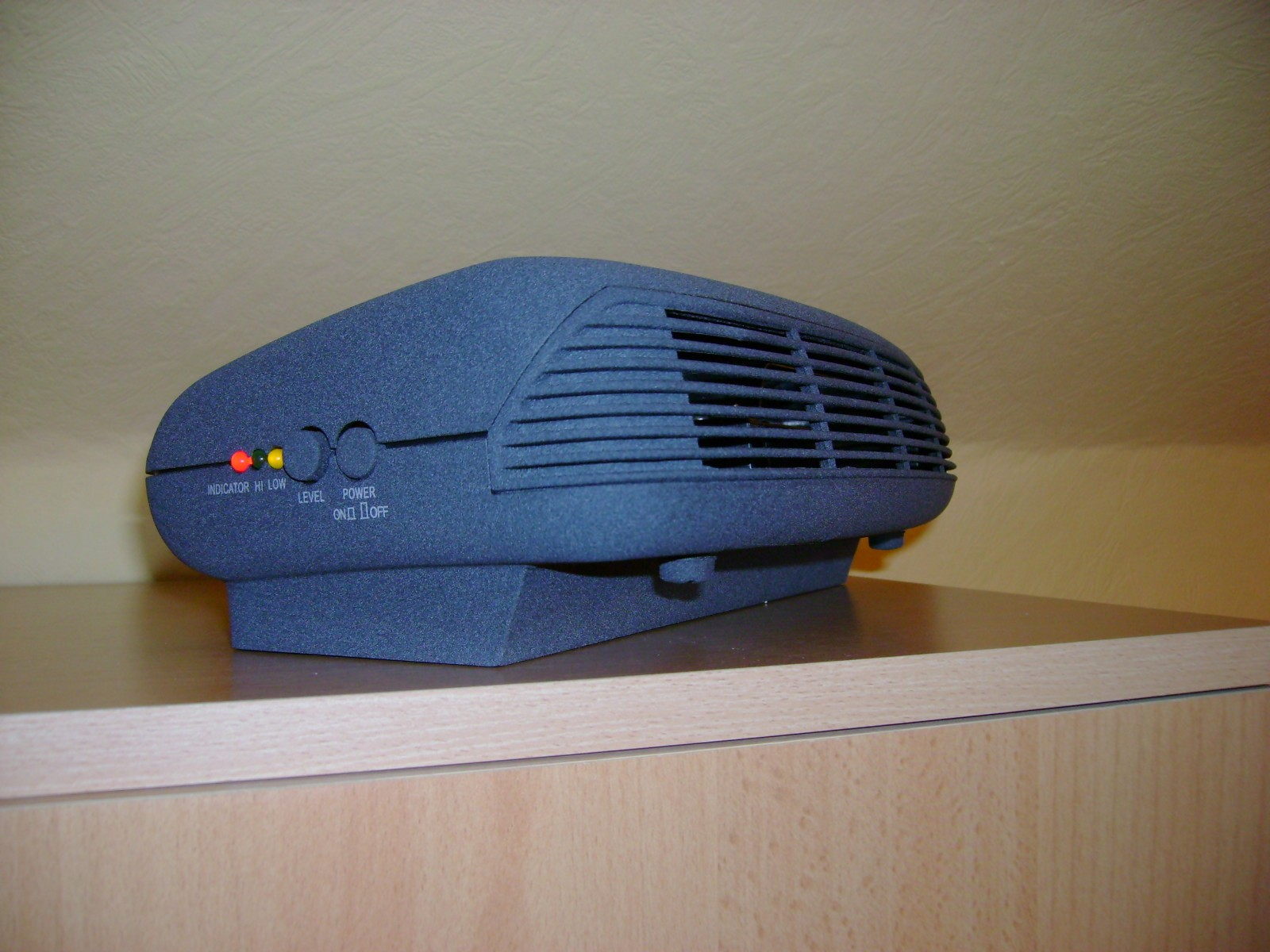
Modern tervezésű, koronakisüléses ionizátor

Az ionizációs légtisztító berendezés, köznyelvi elnevezéssel ionizátor, olyan elektromos berendezés, amely a környező levegőből negatív ionokat (anionokat) állít elő, ezzel semlegesíti a zárt terek levegőjében jelen lévő szennyező részecskéket. A negatív ionokat ionizálás hozza létre. Az ionizálás alapvetően kétféle módon történhet:
- ionizáló sugárzás előállításával, amely természeténél fogva, saját energiáját felhasználva ionizálja a levegő részecskéit: erre a célra a legkevésbé egészségkárosító ultraibolya sugárzást szokták használni;
- elektromos töltések létrehozásával: ún. csendes koronakisüléssel, amelyhez elektródaként általában rozsdamentes acéltűk szolgálnak.

Az UV sugárzást inkább az élelmiszeriparban és az egészségügyben használják fertőtlenítésre, míg az utóbbi technológiát többnyire a háztartásokban.

## A negatív ionok természetes előfordulása és hatásai
A tiszta vidéki levegő negatív ionkoncentrációja megközelítőleg 2000 ion/cm³. Vízesések közelében ez az érték jóval magasabb, elérheti a 100 000 ion/cm³-t is[forrás?]. Zárt helyiségben, lakószobákban azonban ez a szám igen alacsony, mindössze kb. 100 ion/cm³. A negatív ionok képesek már a 0,01 mikrométer nagyságú részecskéket is megkötni, ezáltal semlegesíteni tudják a levegőben jelen lévő mikroorganizmusokat (vírusokat, baktériumokat stb.), az allergiás tüneteket kiváltó virágporokat, valamint a kellemetlen szagokat okozó részecskéket, porokat. Tudományos kutatásokkal igazolták[forrás?], hogy a negatív ionok növelik az élő sejtek oxigénmegkötő képességét, továbbá szerepet játszanak az agy szerotonin szintjének szabályozásában, amely az ingerülettovábbító rendszer fontos alkotóeleme: zavarai összefüggésben állnak a különböző szorongásos betegségekkel.
A fentieken túl a következő főbb hatásokat tapasztalták[forrás?]:
- a légzésszám csökkenése (ellazult állapotot jelez)
- vérnyomáscsökkenés
- a közérzet javulása
- a bőr hőmérsékletének csökkenése
- a vérsüllyedés szintjének csökkenése (a magas vérsüllyedési szint gyulladás jele)
- a fertőzésekkel szembeni ellenállóképesség növekedése
- valószínűsíthető jótékony hatás a krónikus orrnyálkahártya-gyulladásra, arc- és homloküreg-gyulladásra, migrénre, álmatlanságra, a sebek és az égés gyógyulására, asztmára, szénanáthára és a hörghurutra.

## A berendezés működése
Az ionizátor zárt légtérben a természetben vízesések környezetében előforduló anionkoncentrációt hozza létre a fent említett eljárások valamelyikével, melynek során oxidionok (O2-) keletkeznek. Az ionkibocsátás mértéke modernebb készülékek esetében 1 000 000 ion/cm³ körüli, a másodlagos hatásként keletkező aktívoxigén-kibocsátás viszont minimális (< 0,06 ppm). A háztartási használatra tervezett készülékek kapacitása 7–25 m² alapterületű helyiségekre terjed ki.
A berendezés csendesen üzemel, működés közben alig hallható sziszegő hangot ad. Elektromos fogyasztása általában alacsony (< 10 watt). Gyakran kombinálják ventilátorral is.
Egyes források szerint a negatív ionok a helyiségben "magukhoz vonzzák" [forrás?]  a levegőben jelen lévő porszemcséket, egyéb gomba-, spóra- és füstrészecskéket. Az így összegyűjtött szennyeződést elektrosztatikus úton, fém lemezekkel fogatják fel, amelyek időszakos tisztítás céljából eltávolíthatóak.
Más kutatások azonban kimutatták, hogy az ehhez szükséges ózonkoncentráció az élő szervezetekre mérgező hatással van.

## Ionok és ózon
Az ionizátorok különböznek az ózongenerátoroktól, bár a két eszköz hasonló módon működik. Az ionizátorok elektrosztatikusan feltöltött lemezeket használnak pozitív vagy negatív töltésű gázionok (például N2− vagy O2−) előállítására, amelyeket a részecskék a statikus elektromossághoz hasonló hatást mutatnak. Még a legjobb ionizátorok is kis mennyiségű ózont (O3) termelnek, amely nem kívánt mellékhatás. Az ózongenerátorok úgy vannak optimalizálva, hogy extra oxigéniont vonzanak az oxigénmolekulához, akár koronakisülési csővel, akár UV fénnyel.

A közegészségügyi előírásokat meg nem haladó koncentrációknál megállapították, hogy az ózonnak kevés a lehetősége a beltéri levegőszennyeződések eltávolítására. 

Magas koncentrációban az ózon mérgező lehet a levegőben levő baktériumokra, és elpusztíthatja vagy elpusztíthatja ezeket az időnként fertőző organizmusokat. Azonban a szükséges koncentrációk már mérgezőek az emberekre és az állatokra. Az amerikai Food and Drug Administration (FDA) kijelenti, hogy az ózonnak nincs helye az orvosi kezelésben, és intézkedéseket tett az e rendeletet megsértő ózongenerátorokat vagy ózonterápiát áruló vállalkozásokkal szemben. Az ózon rendkívül mérgező és rendkívül reaktív gáz. Nagyobb napi átlag mint 0,1 ppm (100 ppb, 0,2 mg/m³) nem ajánlott, és közvetlenül károsíthatja a tüdőt és a szaglósejteket.

## Káros egészségügyi hatások
Számos tanulmány készült negatív iongenerátorokon. Egy tanulmány azt mutatja, hogy a keletkezett ózon kis, nem szellőztetett területeken meghaladhatja a határértéket . Az egyik tanulmány kimutatta, hogy az ózon reagálhat más összetevőkkel, pl. tisztítószerekkel és így formaldehid keletkezhet.